# Kurhaus Warnemünde

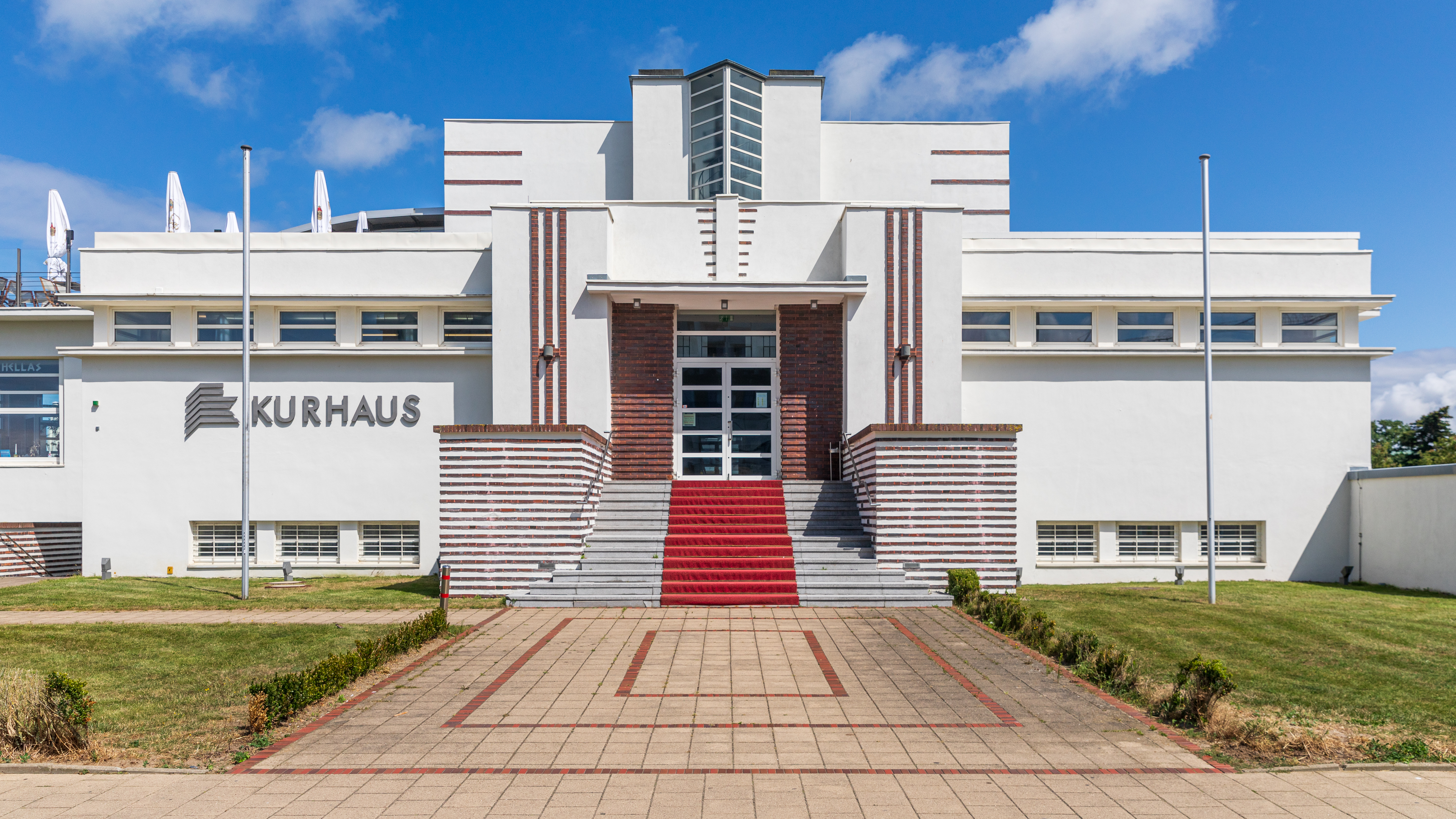
Kurhaus Warnemünde, Westfassade

Das Kurhaus Warnemünde ist ein Veranstaltungsgebäude im Ostseebad Warnemünde in der Hansestadt Rostock. Es wurde im Stil des Neuen Bauens mit Elementen des Art déco gestaltet und am 24. Mai 1928 eröffnet. Die Planungen für den Bau gehen bis ins Jahr 1898 zurück.
Heute wird das Kurhaus mitsamt anschließendem Kurgarten und Konzertbühne als Veranstaltungszentrum genutzt. Es enthält einen Veranstaltungssaal, eine Bar, ein Café-Restaurant, ein italienisches Restaurant, eine Parkgarage und ein Salz-Spa (Stand Januar 2014).

## Planung
Bereits zum Ende des 19. Jahrhunderts gab es, bedingt durch den stark florierenden Bädertourismus an der Ostsee um Warnemünde, die Idee, ein repräsentatives Kurhaus zu errichten. Der ehemalige Fischerort Warnemünde hatte sich im 19. Jahrhundert zu einem mondänen Bade- und Kurort entwickelt, nachdem in Heiligendamm 1793 das erste deutsche Seebad eröffnet wurde. Die Zahl der Badetouristen stieg mit der Eröffnung der Eisenbahnlinie bis Warnemünde sprunghaft an.
An vielen Orten kam es zu Neubauten und Erweiterungen bestehender Kuranlagen. Um das gesellschaftliche Leben in Warnemünde zu beleben, wurde durch eine in den 1890er Jahren gebildete Kommission ein Kurhaus als Mittelpunkt gefordert. Dieses sollte für Theateraufführungen, Konzerte und Bälle geeignet sein. Die erste bekannte Skizze ist aus dem Jahr 1898 vom damaligen Stadtbaudirektor Dehn. Um mit anderen Seebädern konkurrieren zu können, bewilligten die Stadtväter schließlich die erforderlichen finanziellen Mittel und im 1906 erstellten Bebauungsplan für den Ort Warnemünde hatte der damalige Stadtbaumeister Rostocks, der Architekt Paul Ehmig, schon den Standort für ein Kurhaus festgelegt, an dem es später gebaut wurde. 1909 wurde ein deutschlandweiter Ideenwettbewerb ausgelobt, der bereits sehr detaillierte Vorgaben zum Raumprogramm und zu den Baukosten enthielt. Die Bausumme wurde auf 550.000 Mark festgelegt. Grundsätze zur Architektur wurden folgendermaßen definiert:

„Für die Architektur wird vornehme Einfachheit und Vermeidung von unnötigem Luxus gewünscht, die Wahl der Bauform aber den Bearbeitern überlassen. Es ist ein schlichter Putzbau vorzusehen und die Gesamtwirkung durch Silhouette zu erzielen.“

Von den eingereichten 52 Entwürfen wurden die der Architekten Wilhelm Kamper, Paul Korff sowie Ernst Müller und Richard Brodersen prämiert, zwei weitere angekauft. Da die Gelder für den Bau erst für das Haushaltsjahr 1914 bereitstanden, hatte in der Zwischenzeit der dann zuständige Stadtbaudirektor Gustav Wilhelm Berringer bis zum 1. März 1914 einen eigenen Entwurf erarbeitet. Dieser sah Gebäude mit hohen Walmdächern vor, aber auch einige der Ideen des Wettbewerbs wurden aufgegriffen, wie die halbrunden Vorbauten Korffs oder der H-förmige Grundriss von Müller und Brodersen.

## Bau
Im April 1914 wurde mit dem Bau begonnen. Bis zum Ausbruch des Ersten Weltkriegs im August 1914 konnten die Fundamente und das Erdgeschoss fertiggestellt werden. Danach wurde ein Baustopp verhängt, da für solche Bauten wegen des Krieges alle Mittel und Materialien gesperrt wurden. Die Situation änderte sich auch nicht nach Ende des Krieges, so dass erst 1920 der Weiterbau angegangen wurde. Um Geld für eine Refinanzierung des Baus einzunehmen, war der Betrieb einer Spielbank vorgesehen, was aber an der Ablehnung einer Konzession durch die Landesregierung scheiterte. Zuerst wurde 1922 der Kurhausgarten nach Plänen des Stadtgartendirektors Schomburg angelegt und der Musikpavillon, die Wandelhalle und die Lesehalle errichtet. Die Wiederaufnahme der Bauarbeiten am Kurhaus erfolgte erst 1926. Auf den vorhandenen Fundamenten plante Berringer neu, um die Baukosten zu senken und dem geänderten Zeitgeschmack Rechnung zu tragen.

## Architektur

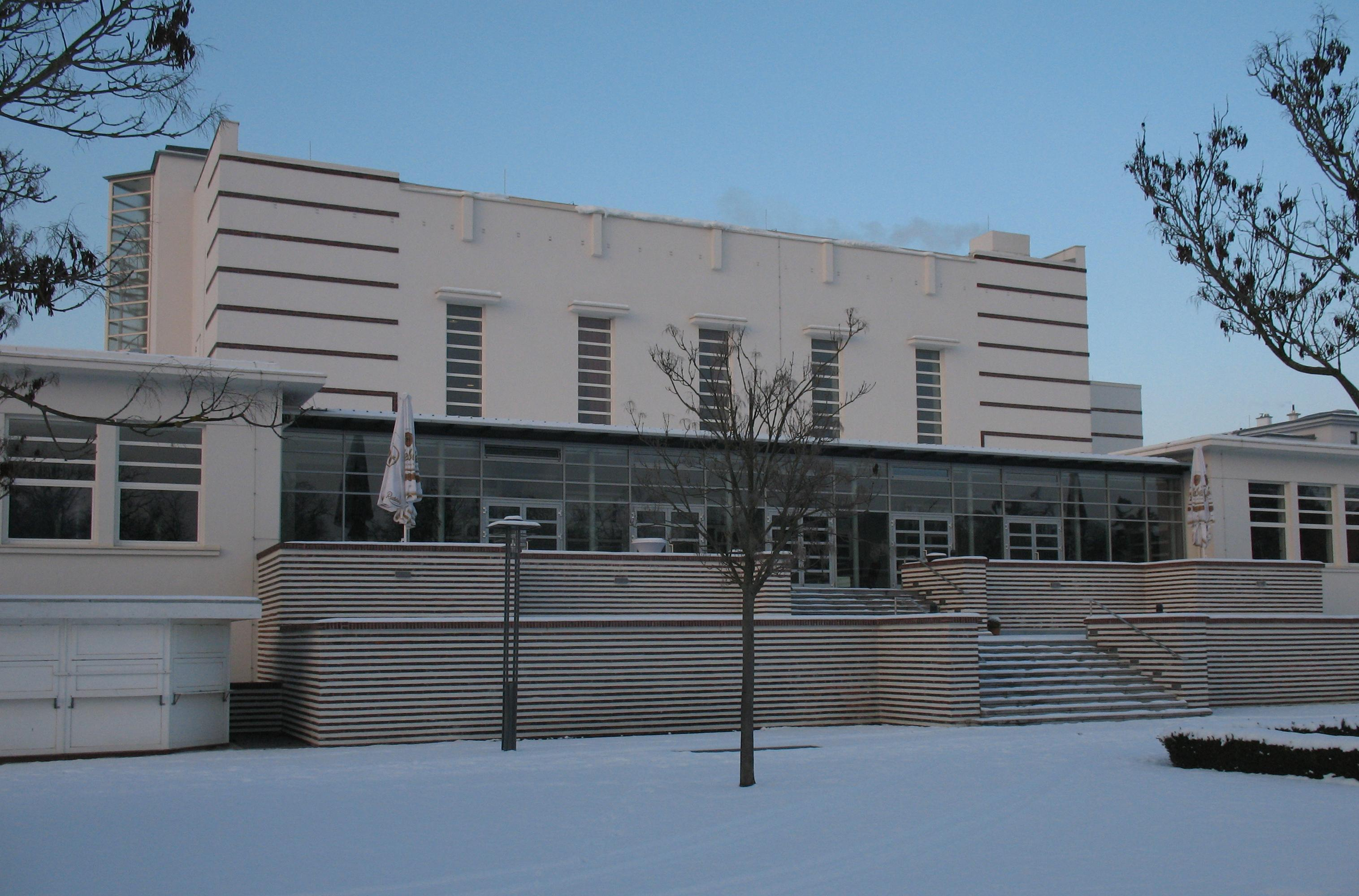
Kurhaus Gartenseite

Berringers Entwurf war jetzt vom Neuen Bauen und der niederländischen Architektengruppe De Stijl beeinflusst. Erhebliche Änderungen wurden gegenüber den ersten Planungen, die noch eine Anlehnung an barocke Schlossanlagen darstellten, durch den Verzicht auf Walmdächer und historisierenden Baudekor sowie bei der Bühnenanlage vorgenommen. Klare geometrische Formen sollten dominieren. Der H-förmige Grundriss blieb aber bestehen. Die offenen Seiten zeigen nach Norden zur Ostsee und nach Süden zum Kurhausgarten. Vorgelagert zu beiden Seiten wurden Terrassen. Der Haupteingang mit Foyer lag an der Kurhausstraße im Westen. Innen befindet sich der große Kursaal mit Empore und östlich davon gab es einen kleinen Saal für Vereins- und Familienfeiern. An den Kursaal schlossen sich südlich die Gartenterrassen an. Zur Seeseite befand sich das Tagesrestaurant, alle Wirtschaftsräume und ein Weinlokal befanden sich im Keller. Der Bau erfolgte in Massivbauweise mit Stahlbetondecken und Terranovaputz. Die horizontale Akzentuierung der Architektur wird durch den breitgelagerten Mittelbau und den flachen Dachabschluss hervorgerufen. Unterstrichen wird diese durch Klinkerbänder am Sockel, an den Terrassenbrüstungen und als Eckbetonung des oberen, herausragenden Teils des Kursaals, sowie durch die Fenster- und Türgestaltung, die ebenfalls ausschließlich horizontale Bänder aufweist. Berringer selbst beschrieb die architektonische Wirkung des Baus:

„Die Horizontale, die damit auch im oberen Abschluß des ganzen Gebäudes zum Ausdruck kommt, kehrt wieder in dem gleich behandelten Aufbau der dem Saalbau vorgelagerten Tagesrestauration und der Terrassen, die beide den Übergang bilden zu dem durch Strand, Düne und Promenade stark betonten Horizontalismus der Landschaft.“

Die Innenarchitektur des Warnemünder Kurhauses stammte von Walter Butzek. Mit der Innengestaltung beauftragte er die Rostocker Bauhaus-Schülerin Dörte Helm. Die von ihr dort gefertigten Wandbilder wurden nach 1933 zerstört.

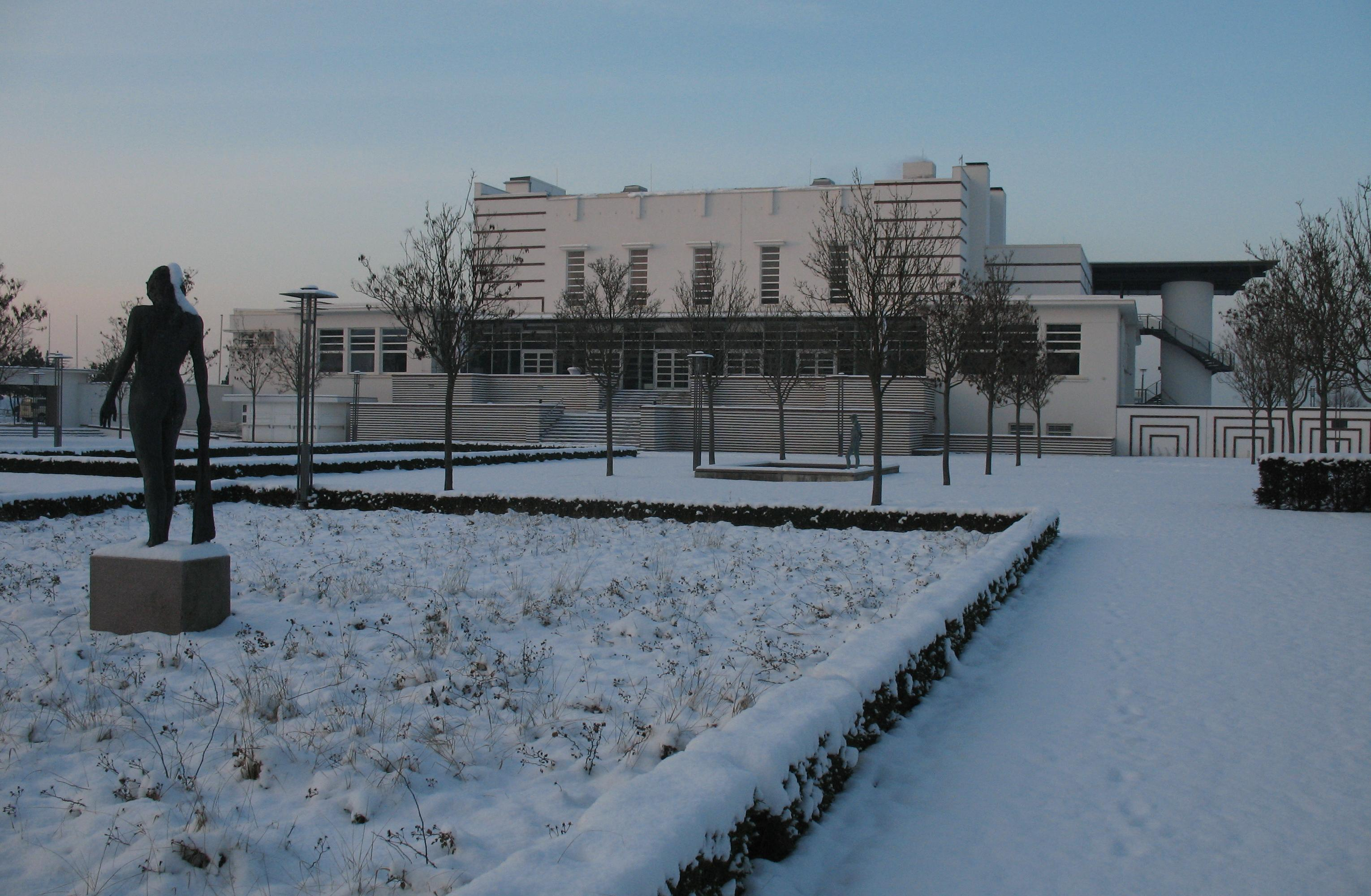
Kurgarten und Kurhaus

## Nutzung und Sanierungen
Am 24. Mai 1928 konnte das Kurhaus eröffnet werden. Im Beisein des Ministerpräsidenten Mecklenburg-Schwerins, Paul Schröder, und vieler Vertreter der Stadt und der Verbände, sowie der Presse aus dem In- und Ausland fand der Festakt statt und zum Pfingstfest 1928 begann die offizielle Nutzung durch den Pächter Wulff. Durch restriktive Pachtbedingungen beklagte sich dieser schon bald über schlechte Umsätze. So durfte er nur an zwei Abenden pro Woche den großen Saal nutzen und selbst bei schlechtem Wetter mussten die Konzerte im Kurgarten stattfinden, durch schlechte Schallisolierung konnten im Restaurant und im Saal keine Veranstaltungen parallel stattfinden.
Große Probleme bereiteten auch von Beginn an diverse Baumängel wie Feuchtigkeitsschäden, die durch die Verwendung billiger Materialien, kurze Bauzeit und Verwendung des lange brachliegenden Rohbaus hervorgerufen wurden.
Um die Terrassen nutzen zu können, wurde 1931 von Berringer an der Ostseite eine Wendeltreppe projektiert, die 1933 gebaut wurde. Eine Überdachung dieser Terrassen mit einem Zeltdach wurde von der Stadtverwaltung mit der Begründung abgelehnt, dass dieses Provisorium „dem Ansehen des Hauses und seiner Lage nicht hinreichend Rechnung trägt“. Die in der Bauplanung vorgesehene Verglasung der Gartenterrassen hatte der erste Pächter abgelehnt, da er eine Aufheizung im Sommer befürchtete.
Nach Ausbruch des Zweiten Weltkriegs wurde der Kurhausbetrieb eingestellt. Das Haus wurde von der Marineverwaltung und seit 1941 von den Ernst Heinkel Flugzeugwerken genutzt. Im Keller wurden Munitionsteile gefertigt. Das Haus wurde durch ein Tarnnetz verborgen und so nicht von Bomben getroffen. Die Möbel wurden in den Lagerräumen einer Möbelfabrik deponiert und bei den Bombenangriffen im April 1942 zerstört. Bis auf einige Türen ist durch Krieg und folgende Sanierungen von der gesamten Inneneinrichtung nichts erhalten geblieben.
Nach Ende des Krieges wurde das Kurhaus für diverse Veranstaltungen, wie Versammlungen und Theateraufführungen genutzt. Der bauliche Zustand des Kursaals war aber so schlecht, dass er 1960 geschlossen werden musste und in den Jahren danach eine erste größere Sanierung begann. Die Dachkonstruktion wurde erneuert und dabei verändert, die Attika an der Ost- und Westseite wurde erhöht, neue Fenster mit Sprossen wurden eingebaut. Das gesamte Haus war jetzt einschließlich der Ziegelbänder einheitlich weiß. Die Farbgebung und die Sprossenfenster zerstörten die horizontale Wirkung des Gebäudes. Die Sanierung beinhaltete nicht die Behebung der Baumängel, so dass 1980 eine erneute Schließung nötig wurde. 1983 begann eine zweite Sanierung, die bis 1986 dauerte. Hierbei wurden die Sprossenfenster zwar entfernt, aber durch eine dunkle Farbgebung der Rahmen ergab sich eine Betonung der einzelnen geometrischen Formen.
Während der DDR-Zeit war das Kurhaus der kulturelle Mittelpunkt von Warnemünde. Es fanden Kultur- und Konzertveranstaltungen, aber auch Parteiversammlungen und Kongresse im Saal statt. Im Kurhausgarten wurden Konzerte, Kinovorführungen und Sportveranstaltungen durchgeführt.

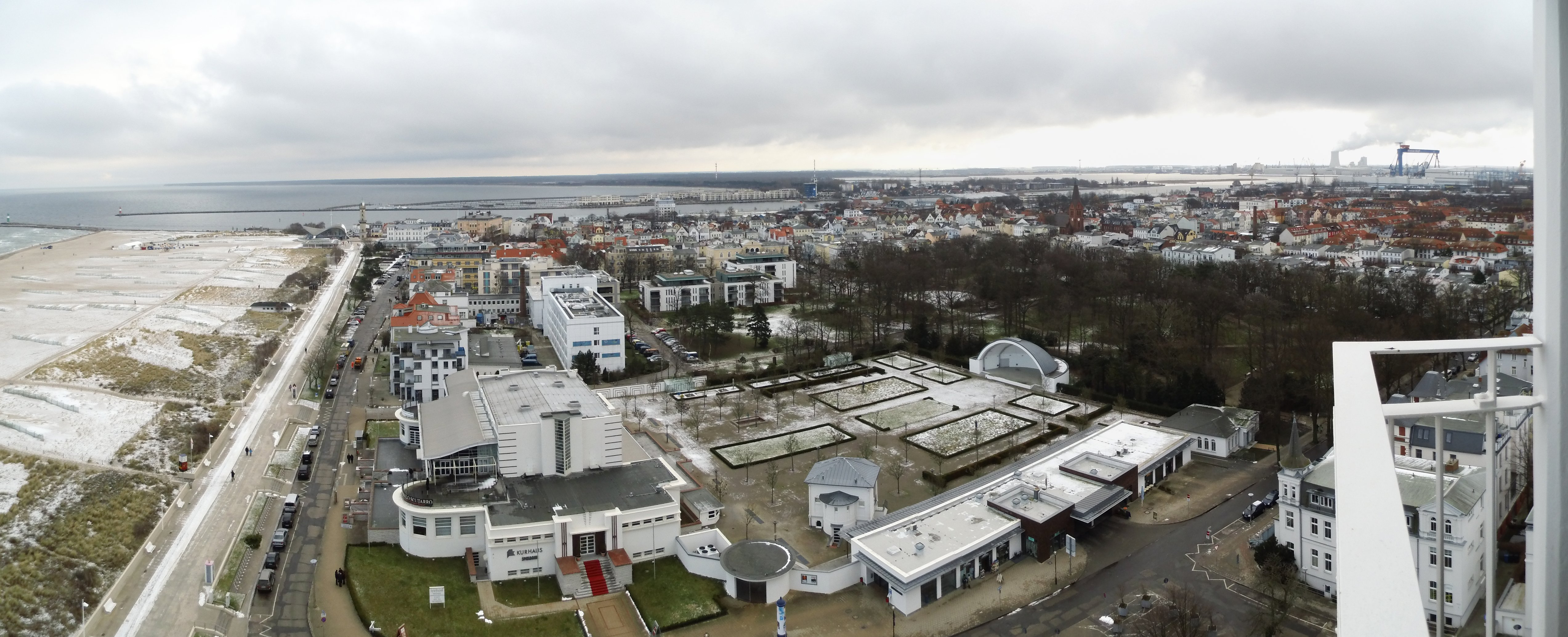
Das Kurhaus Warnemünde mit anschließendem Kurgarten und Konzertmuschel von oben (vom Hotel Neptun)

Mit der Wende 1989 änderten sich die Eigentumsverhältnisse, die Hansestadt Rostock erwarb das Kurhaus, der Restaurant- und Cafébetrieb ging weiter. 1996 verkaufte die Stadt das Haus an die Kurhaus Warnemünde KG. Die Forderung nach saison- und wetterunabhängiger Nutzung der Terrassen war wieder aktuell. Durch einen Architekturwettbewerb sollte eine Lösung gefunden werden, die vor allem die „Einhausung der oberen Seeterrasse in einer transparenten und leichten Bauform mit dem Ziel einer ganzjährigen Restaurantnutzung [...] unter Verwendung von Glas und Metall“ leisten sollte. Der Rostocker Architekt Achim Mansfeld gewann diesen Wettbewerb. Seinen Entwurf lobte das Preisgericht als „...sensibel, aber klar und deutlich zu lesen.“ Um die moderne Erweiterung deutlich zu machen, wählte Mansfeld eine Wellenform für das Dach, bewusst die klaren Linien Berringers vermeidend. Diese erheblichen baulichen Veränderungen eines herausragenden Denkmals des Neuen Bauens werden allerdings vielfach kritisiert. Auch der durch den Einbau eines Lifts weit mächtigere Treppenturm als sein Vorgänger an der Ostseite wird als zu dominant empfunden. Die Baumaßnahmen dauerten von Anfang 1996 bis zum August 1998. Dabei wurden auch Kursaal und Foyer nach historischen Vorlagen saniert. Der Saal wurde mit moderner Technik ausgerüstet. Eine Spielbank wurde neu eingebaut und Diskothek und Tanzbar im Untergeschoss realisiert. An der Ostseite wurde eine Erweiterung des Küchenbereichs für das Restaurant angebaut. Die oberen horizontalen Klinkerbänder an der West- und Ostseite wurden wiederhergestellt.
Am 29. September 1999 begann der Wiederaufbau des historischen Kurgartens. Unter dem Kurgarten wurde eine zweigeschossige Tiefgarage für 542 PKW gebaut. Die zum Garten gewandten Arkaden wurden wieder aufgebaut, Putten und Wasserbecken aufgestellt. Neu ist die 200 Quadratmeter große Bühne mit Nebenräumen und moderner Ton- und Lichttechnik in der Konzertmuschel. Am 23. Dezember 2000 wurde die Tiefgarage eröffnet und am 27. April 2001 fand die Eröffnung des Kurhausgartens mit Konzertmuschel, kleinem Pavillon und Gartengastronomie statt. Ende 2002 ist die umfangreiche Sanierung des gesamten Kurhauskomplexes endgültig abgeschlossen.
Ende Februar 2010 wurde der Restaurantbetrieb eingestellt. Seit November 2010 laufen Sanierungsarbeiten und ein neuer Betreiber wird ab Ostern 2011 das Restaurant und ein Café wieder eröffnen.